# Marcel Thomas (bibliothécaire)
Pour les articles homonymes, voir Thomas.
Marcel Thomas est un bibliothécaire et historien français, né le 1er octobre 1917 à Rouen et mort le 18 mai 2017 à Paris.

## Biographie
Marcel Henri Germain Thomas est le fils d'Henri Thomas, industriel, et de Lucienne Deglatigny.
Après des études aux lycées Corneille à Rouen et Louis-le-Grand à Paris, il est licencié ès lettres en 1936. Il entre à l'École des chartes en 1937, et obtient son diplôme d'archiviste-paléographe en 1942, après avoir soutenu une thèse intitulée Recherches sur les légendes françaises de saint François d’Assise. Édition de la version anglo-normande (ms. Bibl. nat., fr. 13505).
Diplômé de l’École des Hautes études en 1943, il est membre de l'École française de Rome, de 1942 à 1944.
Il entre à la Bibliothèque nationale en 1945, comme bibliothécaire, et est promu au grade de conservateur en 1955. En 1963, il nommé conservateur en chef (autrement dit directeur) du Département des manuscrits, promu en classe exceptionnelle en 1969.
En 1978, il est nommé inspecteur général des bibliothèques, poste qu'il occupe jusqu'à son départ en retraite, en 1985. Il obtient l'honorariat en 1987.
Spécialiste de l'affaire Dreyfus, il préside la Société internationale d'histoire de l'affaire Dreyfus (1996).

## Publications
- L'affaire sans Dreyfus, Paris, Fayard, 1961, 587 p. (présentation en ligne), Prix Halphen de l'Académie française.
- Le Procès de Marie Stuart, Paris, Hachette, 1972, 184 p.
- L'âge d'or de l'enluminure : Jean de France, duc de Berry, et son temps, Paris, Éditions Vilo, 1979, 119 p.
- Esterhazy ou L'Envers de l'affaire Dreyfus, Paris, Vernal/Philippe Lebaud, 1989, 401 p.

## Distinctions
Croix de guerre 1939-1945 (1940), prix Langlois (1959), prix Halphen (1962), chevalier de la Légion d’honneur (1965), promu officier (1982), officier des Palmes académiques (1971), commandeur des Arts et Lettres (2003), commandeur du Mérite (2004).